# Championnat du Timor oriental de football 2018
Navigation
Saison précédente Saison suivante
La saison 2018 du Championnat du Timor oriental de football est la troisième édition de la Primeira Divisaun, le championnat de première division au Timor oriental. La compétition se dispute sous la forme d'une poule unique où toutes les équipes se rencontrent à deux reprises. A l'issue de la saison, les deux derniers sont relégués et remplacés par les deux meilleures formations de Segunda Divisaun.
C'est le Boavista FC qui remporte le championnat après avoir terminé en tête du classement final, avec sept points d'avance sur le tenant du titre, Karketu Dili FC. Il s’agit du tout premier titre de champion du Timor oriental de l'histoire du club.

## Les clubs participants
- Karketu Dili FC
- Sport Laulara e Benfica
- Boavista FC[1]
- Atlético Ultramar - Promu de D2
- CF Académica
- AS Ponta Leste
- Cacusan CF
- DIT FC - Promu de D2

## Compétition
Le barème de points servant à établir le classement se décompose ainsi :
- Victoire : 3 points
- Match nul : 1 point
- Défaite : 0 point

### Phase régulière
| Rang | Équipe                  | Pts | J  | G  | N | P  | Bp | Bc | Diff |  | Résultats (▼ dom., ► ext.) | Boa  | Kar | Ult  | PLe | Ben | ACa | DIT | Cac  |
| ---- | ----------------------- | --- | -- | -- | - | -- | -- | -- | ---- |  | -------------------------- | ---- | --- | ---- | --- | --- | --- | --- | ---- |
| 1    | Boavista FC             | 32  | 14 | 10 | 2 | 2  | 33 | 8  | +25  |  | Boavista FC                |      | 0-3 | 2-0  | 1-0 | 3-0 | 3-1 | 1-0 | 6-1  |
| 2    | Karketu Dili FCT        | 25  | 14 | 7  | 4 | 3  | 32 | 16 | +16  |  | Karketu Dili FCT           | 1-0  |     | 1-1  | 0-2 | 2-2 | 1-2 | 1-0 | 10-0 |
| 3    | Atlético UltramarP C    | 22  | 14 | 6  | 4 | 4  | 40 | 16 | +24  |  | Atlético UltramarP C       | 0-0  | 3-0 |      | 3-2 | 2-3 | 2-3 | 3-1 | 8-0  |
| 4    | AS Ponta Leste          | 22  | 14 | 6  | 4 | 4  | 29 | 17 | +12  |  | AS Ponta Leste             | 1-2  | 1-1 | 1-1  |     | 0-0 | 5-1 | 5-1 | 3-1  |
| 5    | Sport Laulara e Benfica | 22  | 14 | 5  | 7 | 2  | 24 | 16 | +8   |  | Sport Laulara e Benfica    | 0-1  | 1-1 | 1-1  | 1-1 |     | 3-2 | 2-1 | 4-0  |
| 6    | CF Académica            | 19  | 14 | 6  | 1 | 7  | 26 | 34 | -8   |  | CF Académica               | 0-4  | 1-2 | 2-1  | 2-1 | 1-1 |     | 1-5 | 3-2  |
| 7    | DIT FCP                 | 12  | 14 | 3  | 3 | 8  | 21 | 29 | -8   |  | DIT FCP                    | 0-0  | 3-4 | 0-3  | 2-4 | 1-1 | 3-2 |     | 1-1  |
| 8    | Cacusan CF              | 1   | 14 | 0  | 1 | 13 | 9  | 78 | -69  |  | Cacusan CF                 | 1-10 | 0-5 | 0-12 | 1-3 | 0-5 | 1-5 | 1-3 |      |

|  | Champion du Timor oriental 2018                                                           |
|  | Relégation en Segunda Divisuan                                                            |
|  | T : Tenant du titre P : Promu de Segunda Divisuan C : Vainqueur de la Taça 12 de Novembro |

## Bilan de la saison
| Championnat du Timor oriental de football 2018 |                         |
| Champion                                       | Boavista FC (1er titre) |
| Coupes et trophées                             |                         |
| Vainqueur de la Coupe du Timor oriental 2018   | Atlético Ultramar       |
| Qualifications continentales                   |                         |
| Coupe de l'AFC 2019                            | Aucun                   |
| Promotions et relégations                      |                         |
| Promus en Primeira Divisuan                    | Assalam FC              |
| Promus en Primeira Divisuan                    | Lalenok United          |
| Relégués en Segunda Divisuan                   | DIT FC                  |
| Relégués en Segunda Divisuan                   | Cacusan CF              |